# Båken
Båken är en kulle i Antarktis. Den ligger i Östantarktis. Norge gör anspråk på området. Toppen på Båken är 250 meter över havet.
Terrängen runt Båken är huvudsakligen lite kuperad. Trakten är obefolkad. Det finns inga samhällen i närheten.